# Doryodes
Doryodes là một chi bướm đêm thuộc họ Erebidae.

## Loài
- Doryodes bistrialis (Geyer, 1832)
- Doryodes grandipennis Barnes & McDunnough, 1918
- Doryodes spadaria Guenée, 1857
- Doryodes tenuistriga Barnes & McDunnough, 1918